# Ibtisam
Ibtisam (arabisch إبتسام ibtisām ‚Lächelnde‘) ist ein arabischer weiblicher Vorname. Das Wort geht auf arabisch إبتسام [ib'tasama] (lächeln) zurück.
Als Herkunft wird auch das Swahili angenommen, jedoch handelt es sich nach András Rajki bei Swahili tabasamu (Lächeln), als Swahili-Name Tabasamu oder Tabassum, um ein Lehnwort aus dem Arabischen.
Der Name ist von Kenia und Tansania bis zu den arabischsprechenden Ländern, insbesondere Saudi-Arabien, sowie bis Indien verbreitet. In Europa wird der Name von arabischstämmigen Einwanderern verwendet.
Varianten sind Ibtesam, Ibtissam, Ibtissame oder Ibtissem.

## Namensträger
- Ibtissam Bouharat (arabisch إبتسام بوحرات; * 1990) belgisch-marokkanische Fußballspielerin
- Ibtisam Lutfi (arabisch ابتسام لطفي), saudi-arabische Sängerin
- Ibtisam Mara'ana (arabisch ابتسام مراعنة; * 1975), palästinensisch-israelische Filmregisseurin und -produzentin